# Kurzelowa
Kurzelowa Wielka (ukr. Велика Кужелева) – wieś na Ukrainie (rejon dunajowiecki, obwód chmielnicki), licząca 785 mieszkańców.